# Les Dessous de Veronica
 (février 2023).
Si vous disposez d'ouvrages ou d'articles de référence ou si vous connaissez des sites web de qualité traitant du thème abordé ici, merci de compléter l'article en donnant les références utiles à sa vérifiabilité et en les liant à la section « Notes et références ».
Les Dessous de Veronica (Veronica's Closet) est une série télévisée américaine en 66 épisodes de 21 minutes, créée par Marta Kauffman et David Crane, dont seulement 62 épisodes ont été diffusés entre le 25 septembre 1997 et le 27 janvier 2000 sur le réseau NBC.
En France, la série a été diffusée à partir du 5 février 1998 sur Comédie !.

## Synopsis
Écrite par les créateurs de Friends, cette série met en scène les aventures de Veronica Chase, dynamique propriétaire d'une société de lingerie féminine, « Les Dessous de Veronica », secondée par sa meilleure amie, Olive et son secrétaire, Josh. Veronica a tout pour elle : argent, succès... mais aussi un futur ex-mari menteur et coureur de jupons.

## Distribution
- Kirstie Alley (V. F. : Francine Lainé) : Veronica « Ronnie » Chase Anderson
- Kathy Najimy (V. F. : Marion Game) : Olive Massery
- Dan Cortese (V. F. : Olivier Destrez) : Perry Rollins
- Wallace Langham (V. F. : Vincent Violette) : Joshua « Josh » Blair
- Daryl Mitchell (V. F. : Laurent Morteau) : Leo Michaels
- Christopher McDonald (V. F. : Philippe Catoire) : Bryce Anderson (1997 - 1998)
- Robert Prosky (V. F. : Henri Labussière) : Patrick « Pat » Chase (1997 - 1998))
- Ron Silver (V. F. : Jean-Luc Kayser) : Alec Bilson (1998 - 1999)
- Mary Lynn Rajskub : Chloe (1998 - 1999)
- Lorri Bagley (V. F. : Laura Préjean) : June Bilson Anderson (1999 - 2000)

## Épisodes

### Première saison (1997-1998)
1. Les Dessous d'un mariage (Pilot)
2. Ma meilleure amie (Veronica's Woman Friend)
3. Un mari récalcitrant (Veronica's Husband Won't Leave)
4. La Vie est un roman (Veronica's Not Happy About the Book)
5. Premier rendez-vous (Veronica's First Date)
6. Le Meilleur ami de la femme (Veronica's Best Buddy)
7. La Poupée de Veronica (Veronica's a Doll)
8. La Fête de famille (Veronica's First Thanksgiving)
9. Un amour de frère (Veronica's Brotherly Love)
10. Le Chant de Noël de Ronnie (Veronica's Christmas Song)
11. Le Secret de Veronica (Veronica's Got a Secret)
12. La fête au bureau (Veronica's Fun and Pirates are Crazy)
13. Quiproquo de Veronica (Veronica's Night Alone)
14. La Tentation de Veronica (Veronica's $600,000 Pop)
15. Le sosie de Veronica (Veronica's a Drag)
16. Le Jugement de divorce (Veronica's Divorce Papers)
17. Nuit de noce (Veronica's Blackout)
18. Un fiancé sexy (Veronica's Bridal Shower)
19. L'Homme à la valise (Veronica's Man in a Suitcase)
20. Nuit blanche (Veronica's All-Nighter)
21. Espionnage industriel (Veronica's Mole)
22. Associé post mortem (Veronica's Silent Partner)

### Deuxième saison (1998-1999)
1. Mon entreprise à moi (Veronica Gets Her Closet Back)
2. L'Associée (Veronica's a Partner Now)
3. À la recherche d'une cover-girl (Veronica's Great Model Search)
4. Un après-midi de chien (Veronica's Dog Day Afternoon)
5. Elle a le béguin (Veronica's Crushed)
6. Le Docteur Zhang a encore frappé (Veronica's on the Herb)
7. Un soutien-gorge en or (Veronica's Breast Effort)
8. Jeux de séduction (Veronica's Thanksgiving that Keeps on Giving)
9. Le Traître (Veronica's Cheating Partners)
10. Le Secret du Père Noël (Veronica's Secret Santa)
11. Le Livre maudit (Veronica's From Venus; Josh's Parents are From Mars)
12. Licenciement abusif (Veronica's Desk Job)
13. Mariage blues (Veronica's Wedding Bell Blues)
14. La Décoratrice (Veronica Plays House)
15. Nostalgie (Veronica's Favorite Year)
16. Un hommage raté (Veronica's Little Tribute)
17. Coup dur (Veronica Falls Hard)
18. Le grand soir (Veronica's Big Date)
19. Retour aux racines (Veronica's Big Homecoming)
20. Rusée renarde (Veronica's Little Ruse)
21. Ce soir, on sort (Veronica's Night at the Theater)
22. Adieu Veronica (Veronica Says Goodbye)

### Troisième saison (1999-2000)
1. La Nouvelle patronne de Veronica (Veronica's New Boss)
2. Guerre ouverte (Veronica's June Swoon)
3. Veronica en travaux (Veronica's Construction Worker)
4. Ce n'est pas la taille qui compte (Veronica's Office: Bigger, Longer and Cuter)
5. Histoire de chat (Veronica's New Cat)
6. Question d'honneur (Veronica's Long Walk Home)
7. Deux dindes et une farce (Veronica's Got All the Right Stuffing)
8. À un vol près (Veronica's Sliding Doors)
9. Un nouvel an de choix (Veronica's New Year)
10. L'Homme parfait (Veronica's Perfect Man)
11. Le Livre de records (Veronica's Record)
12. L'Homme tatoué (Veronica's Tattooed Man)
13. Une idée originale (Veronica's Candy Panties)
14. Une bibliothèque de rêve (Veronica's New Bookshelves)
15. Une soirée baba cool (Veronica's Sleepover)
16. Une soirée entre filles (Veronica's Girls' Night Out)
17. Veronica au secours de Josh (Veronica Helps Josh Out)
18. Josh vire sa cutie (Veronica Sets Josh Up)
19. L'Adieu aux armes (Veronica's Clips)
20. La Démission d'Olive (Veronica Loses Her Olive Again)
21. Une liaison dangereuse (Veronica's Doing the Nasty with Perry)
22. Adieu Ronnie (Veronica Checks Out)